# Ljuta (Neretva)
Pour les articles homonymes, voir Ljuta.
La Ljuta est une rivière de Bosnie-Herzégovine et un affluent du fleuve la Neretva.